# Торстен Легат
Торстен Легат (нім. Thorsten Legat, нар. 7 листопада 1968, Бохум) — німецький футболіст, що грав на позиції півзахисника. По завершенні ігрової кар'єри — тренер. Виступав, зокрема, за клуби «Бохум», «Вердер» та «Штутгарт». Чемпіон Німеччини, дворазовий володар Кубка Німеччини та володар Суперкубка Німеччини.

## Ігрова кар'єра
У професійному футболі Торстен Легат дебютував 1986 року виступами за команду «Бохум», в якій грав до 1991 року, та став у складі команди гравцем основного складу, зігравши в її складі в 107 матчах чемпіонату.
У 1991 році Легат став гравцем клубу «Вердер», у складі якого грав до 1994 року. У складі «Вердера» футболіст також став гравцем основного складу команди. За час виступів у складі бременської команди гравець виборов титул чемпіона Німеччини, ставав володарем Кубка Німеччини та володарем Суперкубка Німеччини.
Протягом 1994—1995 років Торстен Легат грав у складі клубу «Айнтрахт». У 1995 році футболіст перейшов до складу клубу «Штутгарт», у якому грав до кінця 1999 року, та в складі якого вдруге став володарем Кубка Німеччини. Завершив ігрову кар'єру Легат у команді «Шальке 04», за яку виступав протягом 2000—2001 років.

## Кар'єра тренера
У 2005 році Торстен Легат розпочав тренерську кар'єру, очоливши юнацьку команду клубу «Вердер». У 2008 році колишній футболіст очолював клуб «ТуРа», а в 2011 році клуб «Бергіш Гладбах». У 2012—2013 роках Легат був головним тренером клубу «Вупперталь», після чого до 2019 року очолював нижчолігові німецькі клуби «Вульфрат», «Рамшайд» та «Бовінгаузен».

## Титули і досягнення
- Чемпіон Німеччини (1):

«Вердер»: 1992–1993
- Володар Кубка Німеччини (2):

«Вердер»: 1993-94
«Штутгарт»: 1996–1997
- Володар Суперкубка Німеччини (1):

«Вердер»: 1993